# Бгіма II
Бгіма II (гудж. ભીમદેવ દ્વિતીય; д/н — 1240) — 11-й магараджахіраджа держави Гуджара в 1178—1240 роках. За його панування розпочався занепад держави.

## Життєпис
Походив з династії Соланка (Чаулук'я). Син магараджахіраджи Аджаяпали. 1178 року брав участь у битві біля Каядарі проти Гурідів. Після смерті зведеного брата Мулараджи II посів трон. Невдовзі стикнувся з повстаннями деяких з мандаліків (військових намісників). Його вірний феодал Арнораджа прийшов йому на допомогу і загинув у боротьбі з повстанцями. Нащадки Арнораджі Лаванапрасада і Вірадгавала отримали від правителя на дяку високі посади.
Послабленням влади Соланка скористався Віра Балала II магараджахіраджа держави Хойсалів, який вдерся до регіону Лата (південносхідний Гуджарат). Ворог завдав військам Соланка поразки, захопивши чималу здобич. Втім сам Лата Бгіма II зберіг за собою.
Близько 1188 року зазнав вторгнення Бгілами V, магараджахіраджи Держави Сеунів, що практично дійшов до столиці Соланка, але Бгіма II за допомогою свого саманти (васала) Келганадеви Чаухана, магараджи Наддула, завдав супротивникові тяжкої поразки. За цим зіткнувся з вторгненням Прітхвіраджи III Чаухана, магараджахіраджа Сакамбхарі, війна з яким тривала до 1189 року, завершившись підтвердженням статус-кво.
Становище погіршилося у 1192 році, коли султан Мухаммад Ґорі переміг коаліцію Чаухан й Томар, знищивши держави Сакамбхарі, Гаріяна та Нагор. 1197 року гуридський намісник захоплених індійських земель Айбек виступив проти Бгіми II. який 4 листопада у битві біля столиці Анахілапатака зазнав нищівної поразки, відступивши на південь. Ворог захопив та розграбував столицю Соланка. Невдовзі після повернення Айбека до Делі зумів відвоювати втрачені землі.
1204 року проти нього виступив Субхатаварман Парамара, магараджахіраджа Малави, який зайняв регіон Лата (південосхідний Гуджарат), а потім напав на ворожу столицю Анахілаваду. Деякий час володів Дарбхаваті (сучасний Дабхой). Поет Арісімха стверджує, що цар Малви виніс золоті глечики з храму Вайдянатха в Дарбхаваті. Мухаммад Ауфі у своїй «Джавамі уль-Хікаят» стверджує, що правитель Парамара грабував міста та індуїстські храми Гуджарату, а також знищував мечеті, зокрема у Хамбаті, побудовану Чаулук'ями для арабських торговців. Проте важливу фортецю біля храму Сомнатх взяти не зміг. Зрештою командувачі Соланка — Шрідхара й Лаванпрасада — змусили супротивника відступити. До того ж власне Малава зазнала нападу держави Сеунів.
Під час цих подій 1205 року представник молодшої гілки династії Джаянтасімха захопив столицю. 1211 року зазнав вторгнення нового магараджахіраджи Малави — Арджунавармана I Парамара, який перемігши Джаянтасімху в гірській долині Парва (можливо, Павагадх), після чого сплюндрував державу Гуджару. Письменник XIV століття Мерутунга називав Арджунавармана «руйнівником Гуджарату». Напис із Бхопала вказує на те, що він досяг Бхаруча в 1213 році. Пізніше Джаянтасімха Чаулук'я уклав з Парамара мир віддавши заміж за Арджунавармана свою дочку. Разом з тим регіон Лата було захоплено Сінгханою II, чакравартіна Сеунів.
В свою чергу Бгіма II продовжив боротьбу проти Джаянтасімхи, якого здолав 1223 року, відвоювавши столицю. За цим зумів відвоювати регіон Лата, намісником якої поставив Васудеву, сина полководця Лаванпрасади. Але 1229 року за Лату почалася нова боротьба, в яку втрутився Девапала Парамара. магараджахіраджа Малави. У 1231 році Сеуни на деякий час захопили регіон, проте 1232 року його відбита. 1237 року Васудева здобув вирішальну перемогу. Разом з тим він став фактично незалежним правителем Лати. Його батько Лаванпрасада прийняв титул магараджахіраджа, але номінально визнавав владу Бгіми II.
Фактично на момент смерті у 1240 році він панував над частиною північного Гуджарату. Йому спадкував син Трідгуванапала.

## Будівництво
За його часів храмобудівна діяльність значно знизилася. Храми Бхімешвара та Лілешвара були побудовані ним у 1207 році на честь дружини Лілаваті (донька Самарасімхи Чаухана, магараджи Джалора) в Лілапурі (місті, заснованому на її честь також). Згідно з двома написами, він побудував мандапу під назвою Меганада (Мегадхвані) перед Сомнатхом у 1217 році. Інша його дружина Сумаладеві (донька Лаванапрасади), побудувала храм Сумалешвару десь до 1239 року.